# أصنوفة مموهة
في علم الجراثيم, يشير مصطلح الأصنوفة المموهة إلىنوع أو جنس أو ما فوقهما من رتب حسب التصنيف البيولوجي الذي يكشف إثباتات التاريخ التطوري الخاص به بأنه قد تطور من وحدة أخرى من نفس الرتبة أو رتبة أقل مما يجعل الوحدة التصنيفية الأم جار شعبوية. ويحدث هذا عندما يؤدي التطور السريع إلى ظهور نوع جديد يتميز باختلافات جذرية عن المجموعة السالفة له بحيث لا يتم التعرف عليه (في البداية) على أنه ينتمي إلى المجموعة الشعبية الجينية) وتاركًا للأخير رتبته التطويرية.
رغم أن المصطلح من علم الجراثيم إلا أنه يوجد أمثلة موازية في كافة أنحاء شجرة الحياة. فعلى سبيل المثال، تطورت الحيوانات رباعية الأطراف من أسلاف مائية وحتى الآن لا تعتبر تلك الحيوانات عمومًا من الأسماك. يمكن القول إذن بأن الحيوانات ذوات الأربعة أقدام هي «أسماك مموهة». في كثير من الحالات يمكن حل معضلة الجار شعبية تلك بإعادة تصنيف النوع المقصود في إطار المجموعة الأم ولكن في علم الجراثيم قد يكون لإعادة تسمية المجموعات عواقب خطيرة لأنها قد تسبب الالتباس حول هوية الميكروبات مسببات الأمراض ويستحب تجنب ذلك عادة لبعض المجموعات.

## أمثلة على الأصناف الميكروبية المموهة المرتبطة طبيًا

### الشيغيلا
تُعتبر البكتريا من جنس الشيغيلا هي سبب الزحار العصوي، وهو يسبب احتمال العدوى الحادة مما يودي بحياة أكثر من مليون شخص سنويا وقد تطور جنس (الشيغيلة الزحارية, والشيغيلة الفلكسنرية, والشيغيلة البويدية, والشيغيلة السونية) من بكتيريا معوية شائعة تسمى إشريكية قولونية) مما يجعل من تلك النوع جار شعبية. قد تتسبب بكتريا إشريكية قولونية أيضًا في الإصابة بمرض الدوسينتريا المعوية الخطير ولكن الفرق في التركيبة الجينية بين إشريكية قولونية و شيغيلة يسبب حالات مرضية وأعراض مختلفة.
تُصنف إشريكية قولونية بشكل سيئ حيث أن بعض سلالاتها تشارك فقط بنسبة 20٪ بالجينوم الخاصة بهم. وحيث أنها متنوعة جدًا فقد توجب منحها رتبة تصنيفية أعلى. ومع ذلك بسبب الظروف الطبية المرتبطة مع كل من الإشريكية القولونية والشيغيلة' فإن التصنيف الحالي لن يتغير لتفادي الارتباك في المسائل الطبية. وبالتالي فإنالشيغيلة ستظل "إشريكية قولونية مموهة.

### مجموعة عصويات باسيلاس سيريوس
بطريقة مماثلة فإن النوع العصوي لمجموعة العصويات (العصوية الجمرية, والعصوية الشمعية والعصوية التورنجية والعصوية الفطرانية والعصوية الفطرانية الزائفة والعصوية واينستيفانينسيس والعصوية المدوسة) لها تشابه بنسبة 99-100٪ في تتابع 16 إس للحامض النووي الريبوسومي (16S rRNA) (نسبة 97٪ المستشهد بها هي بصورة عامة كافية للنوع كحد قطع) ويجب أن تعتبر نوعًا واحدًا. نشأت على ما يبدو بعض من أفراد المجموعة من سلالات البكتيريا العصوية أخرى باستحواذها على ترميز البروتين البلازميد وقد تكون المجموعة بالتالي عديدة الشعب. ولأسباب طبية (جمرة خبيثة وما إلى ذلك), فإن الترتيب الحالي للأنواع المنفردة لا يزال قائمًا.

## أمثلة للميكروبات المموهة بسبب الأجناس الكبيرة
- تم توسيع جنس البكتيريا الزائفة من خلال عدة أجيال من طرق التصنيف، ليصل عدد النوع الواحد إلى نسب منذرة بالخطر، حوالي 800 نوع تم التعرف عليها خلال منتصف القرن العشرين.[6][7] تطورت أنواع من البكتيريا المثبتة للنيتروجين من جنس البكتريا الآزوتية والنوع أزوموناس ماكروسيتوجينيس من جنس البكتريا الزائفة.[8] ونظرًا لقدراتها لتثبيت النيتروجين ومميزاتها الشاردة، فقد وصف نوع البكتريا الآزوتية على أنه بكتريا «زائفة مموهة»[1]
- وصف جنس البكتيريا العصوية في وقت مبكر من تاريخ علم الأحياء الدقيقة، ونتيجة لذلك فالجنس واسع ومتنوع جدًا جينيًا ويحتوي على 266 نوعًا. وتجدر الإشارة إلى أن الجنسين بانيباسيلاس و البريفيباسيلاس يتداخلان في تشكيلة متشابكة داخل جنس البكتيريا العصوية .[9] وحيث إن للبكتريا العصوية أهمية من الناحية الطبية والنوع بانيباسيلاس هو النموذج الحي المستخدم في البحث فإعادة تسميتهما إلى أصلهما الجيني الشعبي من شأنه أن يؤدي إلى لبس كبير.